# Nomen atque omen (Sutermeister)

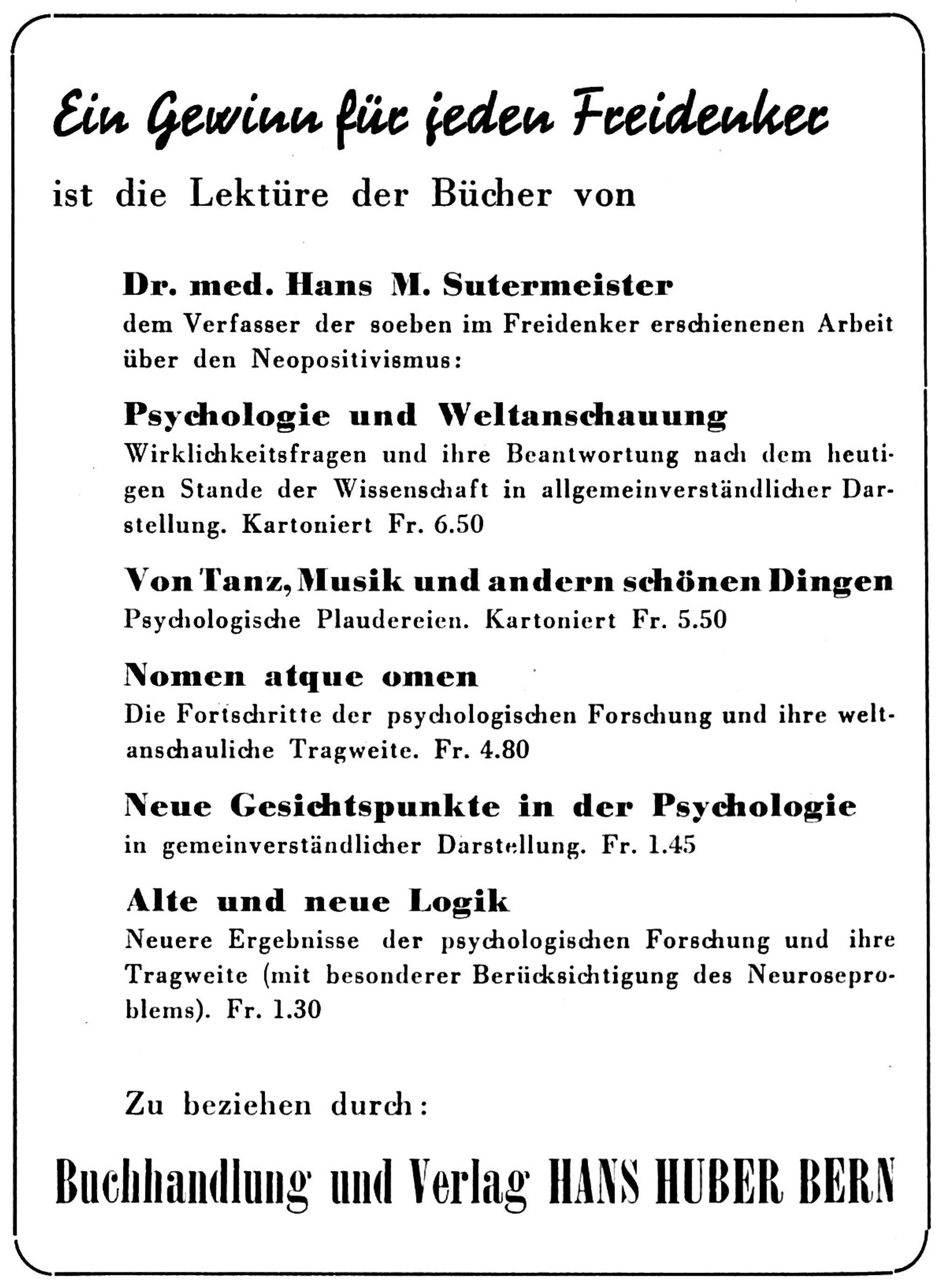
Anzeige des Hans Huber Verlags im Organ der Freidenker-Vereinigung der Schweiz, 1945

Nomen atque omen: Die Fortschritte der psychologischen Forschung und ihre weltanschauliche Tragweite (mit besonderer Berücksichtigung des Neuroseproblems) ist ein Buch von Hans Martin Sutermeister. Das populärwissenschaftliche Werk erschien 1942 in der Buchdruckerei W. Friedli in Bern als 92-seitige Broschur. Es stellt eine Verteidigung des „rationalen Geistes“ gegen irrationale, gefühlsbasierte Denkweisen dar und ruft zur konsequenten Anwendung der Logik auf, um die „geistige Krise“, die zum Zweiten Weltkrieg führte, zu überwinden. Sutermeister widmete die Publikation dem Andenken seines Vaters Friedrich Sutermeister und seines Bruders Adrian.

## Inhalt
Sutermeisters Werke Nomen atque omen, Alte und neue Logik, Verstehende oder erklärende Psychologie? (alle 1942) und Psychologie und Weltanschauung (1944) sind vom Wiener Kreis (Schlick und Carnap) beeinflusst. Nomen atque omen richtet sich wie die anderen drei Schriften gegen vorherrschende psychologische und gesellschaftliche Strömungen seiner Zeit. Sutermeister setzt sich für eine rein logische, metaphysikfreie Weltanschauung ein und kritisiert die prälogische Haltung der Gesellschaft, die er als affektgesteuert und unlogisch beschreibt. Er sieht die Ursachen der geistigen Krise in der Rückkehr zu irrationalen Denkmustern und der Unfähigkeit, naturwissenschaftliche Erkenntnisse im Leben anzuwenden.
Sutermeister fordert eine Entwicklung hin zu einer logischen und empirischen Lebensauffassung und betrachtet Metaphysik, Religion, Kunst und soziale Schichtungen als Anzeichen dieser prälogischen Haltung. Er sieht die Oberschicht als Trägerin veralteter Ideologien, die ein Doppelleben führt und dadurch seelische Unsicherheit und Neurotisierung hervorruft. Diese inneren Spannungen und der Verlust der Logik führen laut ihm zu einer allgemeinen „Weltneurose“ und letztlich zu Krieg.
Für Nomen atque omen liess sich Sutermeister durch eine Tagung der Schweizerischen Gesellschaft für Psychiatrie im Jahr 1942 inspirieren. Diese Tagung zeigte gemäss Sutermeister, dass Psychologie oft als «Ersatzreligion» von geisteswissenschaftlichen Schulen behandelt werde anstatt als echte Wissenschaft. Er kritisierte, dass diese Schulen abstrakte, schwer verständliche Begriffe verwendeten und die wissenschaftlich-genetische Forschung vernachlässigten, die als Grundlage der Psychologie gesehen werde. Nomen atque omen zielte darauf ab, den «Preis» zu ermitteln, den die Psychologie zahlen müsste, um eine echte Wissenschaft zu werden.
Das Buch beabsichtigte, einer zukünftigen «Einheitswissenschaft» und einer wissenschaftlichen Psychologie den Weg zu bereiten. Trotz bewusster Polemik bleibe das Ziel die Wahrheitssuche. Die Psychologie eröffne neue Perspektiven, die zu einem wissenschaftlich begründeten globalen Frieden führen könnten.
Sutermeister schliesst das Buch mit einer Literaturliste: Mit Beispielen «neuerer geisteswissenschaftlicher Verdunklungsversuche […] die also sozusagen auf einen ‹psychohygienischen Index› zu setzen wären».

## Rezeption
Emil J. Walter lobte Nomen atque omen 1943 als Durchbruch modernen wissenschaftlichen Denkens in die stagnierende Geisteswissenschaft und sah es als Zeichen einer Kulturrebellion in der Schweiz.
Der Frontist Friedrich Braun-Hofer warf Sutermeister vor, die Psychologie nicht als echte Wissenschaft zu behandeln und sie stattdessen mit weltanschaulichen Meinungen zu vermischen. Sutermeister benutze ungenaue Zitate, die seine vorgefassten Meinungen stützen, ohne kritische Auseinandersetzung. Braun bemängelte die oberflächliche Präsentation von Begriffen und Konzepten sowie Sutermeisters schwierige Schreibweise.
Gustav Bally erkannte darin marxistischen historischen Materialismus und kritisierte das Werk scharf. Er bezeichnete die Schrift als Ausdruck persönlicher Schwierigkeiten und lehnte Sutermeisters Verurteilung der Geisteswissenschaften sowie seine Kritik an Philosophie, Christentum und Kunst ab.
Walter F. Smet kritisiert in seiner Rezension das Buch als wenig empfehlenswert. Es sei für Laien unverständlich und für Fachleute unbrauchbar, da es eine Mischung widersprüchlicher Theorien enthalte. Sutermeister verteidige eine naturwissenschaftliche Psychologie und lehne klassische Philosophie als falsch und sinnlos ab. Religiös-metaphysisches Denken sehe Sutermeister als ideologische Verteidigung eines primitiven Kollektivismus, während die naturwissenschaftliche Psychologie angeblich eine individualistische Demokratie fördere. Sutermeisters Verbindung von Neurosen mit prähistorischem Denken wird von Smet als pseudowissenschaftlich abgetan.  Sutermeisters monotone Textstruktur ohne Gliederung erschwere zudem die Lektüre.
Gemäss Mario von Galli (1945) fordert Nomen atque omen, dass politische und soziale Maskierungen fallen gelassen werden. Galli bemängelt, dass Sutermeister in seinen Ansichten eine übermäßig abstrakte und unwissenschaftliche Herangehensweise an den Tag legt und moderne psychologische Entwicklungen wie die Tiefenpsychologie eines Carl Gustav Jung ignoriert.
1945 wurde das Buch im Organ der Freidenker-Vereinigung der Schweiz als «Gewinn für jeden Freidenker» angepriesen, zusammen mit Psychologie und Weltanschauung und drei anderen Schriften Sutermeisters.

## Ausgabe
- Hans Martin Sutermeister: Nomen atque omen: Die Fortschritte der psychologischen Forschung und ihre weltanschauliche Tragweite (mit besonderer Berücksichtigung des Neuroseproblems). Buchdruckerei W. Friedli, Bern 1942, DNB 576605611, OCLC 83971932. Volltext in e-Helvetica.